# Mars 1757
Cette page présente les faits marquants du mois de mars 1757.

## Événements
- 23 mars : Robert Clive et l'amiral Watson, violant la neutralité conclue avec les agents de la Compagnie française des Indes orientales, prennent Chandernagor[1].